# Genac

Genac este o comună în departamentul Charente, Franța. În 1 ianuarie 2018 avea o populație de 765 de locuitori.